# Pascal Ory
Pascal Ory, (31 de julio de 1948) nacido en Fougères, en Ille y Vilaine (Bretaña), es un historiador francés, miembro de la Academia francesa, ocupando el asiento número 32, en el que sustituyó a François Weyergans

## Datos biográficos
Ha orientado sus investigaciones hacia la historia social de Francia durante la época contemporánea, a través de su historia política y su historia cultural. Es profesor de historia contemporánea en la universidad París Panthéon-Sorbona. Ha enseñado también en la Escuela de Estudios Superiores en Ciencias Sociales(ÉHÉSS), en la facultad  Ciencias Políticas de París.
Pascal Ory es hijo de Jacques Ory, antiguo seminarista, periodista (Oeste Francia), compositor y poeta. En el marco de sus estudios secundarios, Pascal Ory estudió en el liceo de niños de Rennes, hoy en día el liceo Émile-Zola
Miembro del gabinete de Émile Biasini, secretaria de Estado de 1988 a 1993; ha sido adjunto al alcalde del PS de Chartres de 1995 a 2001 (Georges Lemoine, después Jean-Louis Guillain), antes de ser él mismo candidato del PS a las  elecciones municipales de 2001.
Es miembro del Comité de historia del Ministerio de la Cultura del gobierno francés, y del Consejo Científico de las Citas de la Historia, de Blois.
Ha sido miembro del Comité de las conmemoraciones nacionales desde su creación, en 1998, y hasta su dimisión, en 2018,.
Fue elegido el 4 de marzo de 2021 a la Academia francesa, para el asiento número 32, anteriormente ocupado por François Weyergans.

### Obra
- Les Collaborateurs, 1940-1945, 1980
- La France allemande (1933-1945), 1977
- Le Petit Nazi illustré, 1979
- Nizan, Editorial Ramsay, 1980
- Les Expositions universelles de París, Editorial Ramsay, 1982
- L’Entre-deux-mai, Ediciones Seuil, 1983
- L'Anarchisme de droite ou du mépris considéré comme une morale, le tout assorti de réflexions plus générales Ediciones Bernard Grasset, 1985
- 1889 Editorial Complexe, 1989
- Une nation pour mémoire, Presses de la Fondation nationale des sciences politiques, 1992
- La Aventura cultural francesa. 1945-1989, París, Flammarion, 1989
- La Belle Illusion, Editorial Plon, 1994
- Le Discours gastronomique français, Gallimard, 1998
- Europa. San Simón (antología comentada), París, Ómnibus, 1998
- Del fascismo, París, Perrin, 2003
- La Historia cultural, París, Presses Universitaires de France, 2004
- El Palacio de Chaillot, Los grandes testigos de la arquitectura, ediciones de la Ciudad de la arquitectura y del patrimonio, Aristeas, 2006
- Goscinny (1926-1977), París Editorial Perrin, 2007
- L’Invention du bronzage, París, |editorial Complexe, 2008
- La Culture comme aventure, París, editorial Complexe, 2008
- Gran enciclopedia del casi nada, Ediciones de las Busclats, 2010
- Vida de Damocles, Ediciones de las Busclats, 2012
- Lo que dice Charlie : trece lecciones de historia, París, Gallimard, 2016
- Pueblo Soberano. De la revolución popular al radicalismo populista, Gallimard, 2017.
- Qué  es una nación ? Una historia mundial, Gallimard, 2020